# Nero (film 1922)
Nero è un film muto del 1922, diretto da J. Gordon Edwards. La pellicola viene considerata perduta. Prodotto e distribuito dalla Fox Film Corporation, il film uscì nelle sale il 22 maggio 1922.

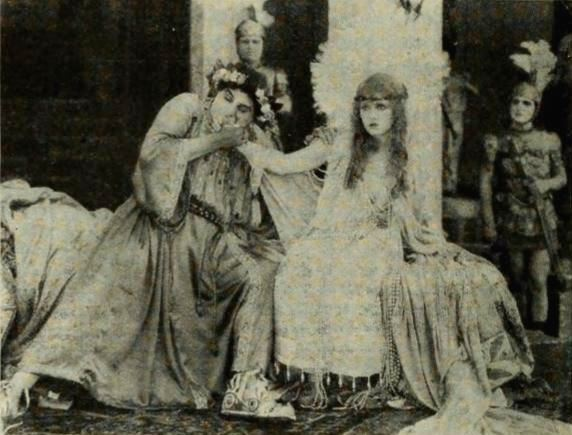
Jacques Grétillat e Violet Mersereau

## Trama
Salita a potere e caduta dell'imperatore Nerone: dalla sua infatuazione per la principessa Marcia, una giovane cristiana innamorata del soldato Orazio che la salva da Nerone, alle trame dell'imperatrice Poppea che lo porterà alla rovina e alla morte.

## Produzione
Il film, che fu prodotto dalla Fox Film Corporation, venne girato in Italia.

## Distribuzione
Distribuito dalla Fox Film Corporation, il film in dodici rulli e della durata di 120 minuti, fu presentato in prima a New York il 22 maggio 1922. Uscì poi in tutto il mondo: in Giappone,  il 15 ottobre 1924 e poi, nel 1926, anche in Finlandia (19 settembre) e in Portogallo (29 novembre).
Non si conoscono copie ancora esistenti della pellicola che viene considerata presumibilmente perduta.